# Armani Silos
(Giorgio Armani)
L'Armani/Silos è uno spazio espositivo milanese situato in via Bergognone 40, che illustra l'esperienza professionale dello stilista Giorgio Armani.
Inaugurato nel 2015 su idea dello stesso Armani che ne ha seguito anche il progetto, sorge nel luogo dove originariamente si trovava un deposito di granaglie di una grande industria multinazionale. 
L'edificio, costruito nel 1950, a seguito dell'intervento di ristrutturazione si sviluppa su quattro livelli per una superficie di circa 4 500 metri quadrati.

## La collezione
La mostra di apertura, che si articola su tutti e quattro i piani, è un excursus sui 40 anni di lavoro dello stilista e comprende 600 abiti e 200 accessori, dal 1980 a oggi, delle collezioni Giorgio Armani. La selezione è suddivisa secondo alcuni temi che hanno ispirato e che continuano a ispirare il lavoro creativo dello stilista: Androgino, Etnie e Stars.
La tematica "Androgino" vede l'esplorazione della giacca, elaborata dallo stilista sul concetto dell'androginia mescolando elementi della sartoria rigorosa maschile con elementi della morbidezza femminile.
La tematica "Etnie" vede la forte influenza delle culture lontane negli abiti dello stilista, tra alcuni dei paesi che hanno ispirato Armani abbiamo Africa, Cina, India, Giappone, Arabia, Persia, Polinesia e Siria.
La tematica "Stars" vede affrontato il tema del red carpet, del cinema, spettacolo, divi e dive che hanno indossato gli abiti dello stilista nel corso del tempo.
Armani Silos ha anche ospitato nel tempo collezioni temporanee tra le quali si ricordano: Tadao Ando: The Challenge, Larry Fink: The Beats and the Vanities e Politecnico di Milano: About Futute.

## Architettura
La ricerca di semplicità, la predilezione per le forme geometriche regolari e il desiderio di uniformità hanno dato vita a un'architettura sobria e monumentale al tempo stesso, seguendo la regola dell'ordine e del rigore. Controcorrente rispetto alla tendenza dell'architettura contemporanea, per il progetto di via Bergognone Giorgio Armani ha volutamente ricercato la forma razionale. E le aree relative alle varie attività all'interno dell'edificio sono state progettate con la stessa logica: rispondere con razionalità alle esigenze funzionali, sempre nel rispetto della natura del luogo. L'intervento ha conservato la curiosa sagoma originaria dell'edificio - la forma ricorda quella di un alveare, metafora di laboriosità - rafforzando l'identificazione tra il nuovo spazio espositivo e il dinamismo creativo di Giorgio Armani e la sua filosofia estetica che ricerca l'essenzialità liberando da orpelli e, in generale, da elementi superflui. Unico elemento distintivo è la finestra a nastro che segna il perimetro dell'edificio, quasi come una corona, definendone la massa compatta. 
All'interno l'edificio è organizzato secondo uno schema distributivo a basilica con un ‘foro’ aperto a tripla altezza sul quale si affacciano due livelli di navate laterali. I soffitti dipinti di nero, a contrasto con i pavimenti in cemento grigio, mostrano oltre alla struttura in ferro dei nuovi solai, tutti gli impianti elettrici, di riscaldamento e raffreddamento oltre a quelli di illuminazione. La scala centrale, che collega i quattro livelli e organizza il percorso, attraversa un vano verticale, lasciando percepire a chi sale la grande altezza e dimensione della struttura. La facciata a vetri del foyer, scabra ed essenziale, attira l'interesse e la curiosità dei passanti.
Lo spazio propone, oltre all'esposizione, un gift shop, una caffetteria aperta sulla parte interna e l'archivio digitale. Quest'ultimo raccoglie schizzi, disegni tecnici esemplificativi e materiale relativo alle collezioni di prêt-à-porter e di Alta Moda ed è dedicato ai ricercatori e agli appassionati che desiderano approfondire il lavoro e l'universo stilistico di Giorgio Armani. Situato all'ultimo piano, l'archivio è consultabile gratuitamente e si avvale di un sistema di catalogazione sviluppato appositamente per Armani/Silos. Workstation, tavoli touchscreen e un'area proiezioni sono gli strumenti messi a disposizione del pubblico per la consultazione e lo studio.
L'archivio raccoglie circa 1000 outfit suddivisi per stagioni e collezioni, 2000 capi e accessori, numerosi bozzetti, video di sfilata e di backstage, immagini tratte da Emporio Armani Magazine, foto di campagne pubblicitarie iconiche.